# Leskia certima
Leskia certima là một loài ruồi trong họ Tachinidae.